# (32822) 1991 RB16
1991 RB16 (asteroide 32822) é um asteroide da cintura principal. Possui uma excentricidade de 0.18129360 e uma inclinação de 3.15091º.
Este asteroide foi descoberto no dia 15 de setembro de 1991 por Henry E. Holt em Palomar.